# 이주연 (1985년)
이주연 (1985년 8월 2일 ~ )은 대한민국의 전 대구MBC 아나운서이다. 2012년 대구MBC 공채 아나운서로 입사하였다. .

## 경력
- 대구MBC 아나운서국 아나운서

## 방송

### 뉴스
- MBC 뉴스투데이 대구·경북
- MBC 5시 이브닝뉴스 대구·경북

### 예능 프로그램
- 리얼 프로젝트 고
- 이야기쇼 울림

### 저녁 정보 프로그램
- 특별한 저녁 생생오늘